# ChuChu Rocket!
ChuChu Rocket! is een puzzelspel dat is ontwikkeld door Sonic Team en uitgegeven door Sega. Het spel verscheen in 1999 voor de Dreamcast en in 2001 voor de GameCube.

## Spel
Het spel is actiepuzzelspel waarbij de speler een groep muizen door het veld moet zien te loodsen om zo te ontsnappen aan een bende katten.
Er zijn diverse spelmodi zoals een singleplayer puzzelstand, een waarbij de speler het veld kan bewerken, een coöperatieve of een competitieve multiplayer spelmodus.
Het spel was het eerste online multiplayerspel voor de Dreamcast. Men kon het opnemen tegen andere spelers via het internet en zelfgemaakte puzzels uploaden of die van anderen downloaden. Producent Yuji Naka wilde met het spel de kracht van de Dreamcast aantonen door 100 sprites tegelijkertijd op het scherm te plaatsen.

## Ontvangst
ChuChu Rocket! ontving positieve recensies. Men prees de gameplay en het grafische uiterlijk, enige kritiek was er op het netwerkgedeelte.
| Aggregator   | Score  |
| ------------ | ------ |
| GameRankings | 86%    |
| Publicatie   | Score  |
| Famitsu      | 34/40  |
| GameSpot     | 8,2/10 |
| GameSpy      | 8/5    |
| IGN          | 9,0/10 |

## Trivia
- Het spel is opgenomen in het boek 1001 Video Games You Must Play Before You Die van Tony Mott.